# Claude Bonnard (Politiker)

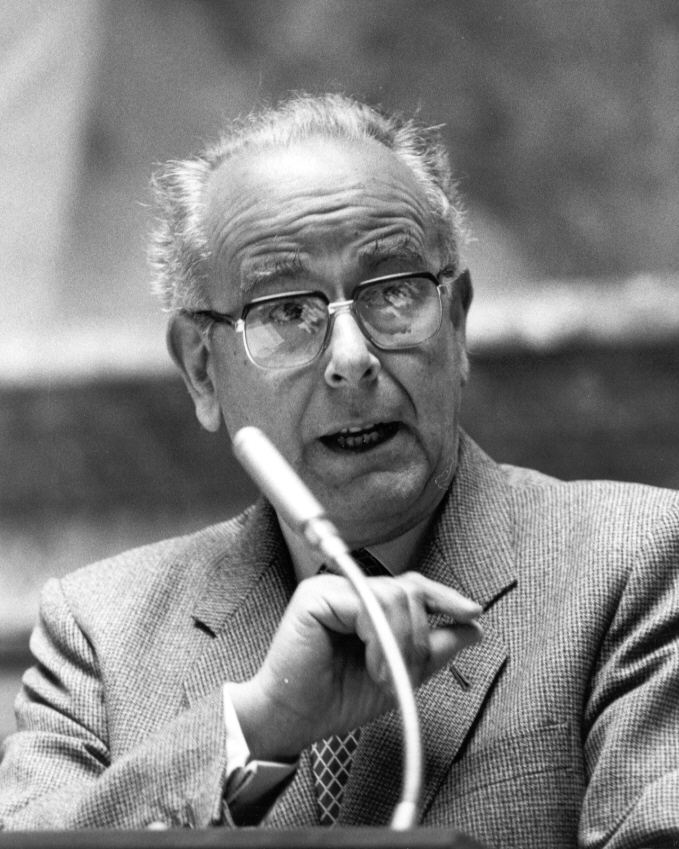
Claude Bonnard (1986)

Claude Bonnard (* 7. Dezember 1922 in Lausanne; † 6. September 1994 ebenda; heimatberechtigt in Arnex-sur-Nyon und Nyon) war ein Schweizer Politiker (LPS).

## Biografie
Nach seinem Studium der Rechtswissenschaften an der Universität Lausanne wurde er 1948 promoviert. Er war fortan als Anwalt tätig und war von 1959 bis 1966 Gerichtsschreiber am Bundesgericht. Später war er Lehrbeauftragter für öffentliches Recht und Strafprozessordnung an den Universitäten von Lausanne und Bern.
Von 1971 bis 1987 war er Staatsrat im Kanton Waadt (Vorsteher des Justiz-, Polizei- und Militärdepartements) sowie während der gleichen Zeitdauer im Nationalrat und war ab 1979 Präsident der FDP-Liberalen Fraktion der Bundesversammlung sowie Präsident der Militärkommission. Von 1989 bis 1993 war er Präsident der LPS Schweiz.
Bonnard war ein gewichtiger Verfechter des Föderalismus. In den Jahren 1978 bis 1993 war er Präsident des Arbeitgeberverbandes der schweizerischen Uhrenindustrie und Verwaltungsratspräsident der Gazette de Lausanne. 1987 wurde er an der Universität Lausanne zum Ehrendoktor ernannt.
In der Schweizer Armee war er Major.